# 金山町 (太田市)
金山町（かなやまちょう）は、群馬県太田市にある地名（町丁）。郵便番号は373-0027。

## 地理
太田市の北部に位置する。金山城跡がある。

### 金山町内の区
金山町（太田地区）の行政区の一覧。
| 地区     | 行政区 | 読み         | 区域         |
| -------- | ------ | ------------ | ------------ |
| 太田地区 | 入町   | いりまち     | 金山町の一部 |
| 太田地区 | 双葉町 | ふたばちょう | 金山町の一部 |

## 世帯数と人口
2022年（令和4年）3月31日現在の世帯数と人口は以下の通りである。
| 町丁   | 世帯数  | 人口    |
| ------ | ------- | ------- |
| 金山町 | 507世帯 | 1,122人 |

## 小・中学校の学区
市立小・中学校に通う場合、学区は以下の通りとなる。
| 番地                 | 小学校             | 中学校           |
| -------------------- | ------------------ | ---------------- |
| 入町、双葉町（全域） | 太田市立太田小学校 | 太田市立西中学校 |

## 交通

### 鉄道
町内に鉄道は通っていない。

## 施設

### 工場
- SUBARU群馬製作所太田北工場

### 史跡
- 金山城跡
  - 史跡金山城ガイダンス施設

### 寺院
- 大光院